# João Leite de Chaves e Melo Borba Gato
João Leite de Chaves e Melo Borba Gato (ilha de São Miguel, século XVIII) foi um militar português.

## Biografia
Filho de pai micaelense e de mãe inglesa, descendia, pelo lado do pai, de uma das melhores famílias da ilha.
Assentou praça como voluntário no Regimento da cidade do Porto aquando da Guerra da América, aí tendo servido até outubro de 1782, participando da defesa da cidade do Rio de Janeiro. Findo o conflito, naquele mesmo ano ingressou na Academia Real de Marinha em Lisboa, e, concluído o curso de Matemática em 1785, seguiu a carreira no ramo da Engenharia militar. Nesse mesmo ano, alegando encontrar-se com a família numa situação indigente, requereu e obteve a promoção a alferes, ocupando um lugar então vago no seu Regimento.
Em 1794, uma vez mais alegando os parcos recursos de sua família, e havendo falecido o coronel João António Júdice, responsável pelas obras de reedificação do Forte de São Brás de Ponta Delgada, na ilha de São Miguel, obteve essa incumbência, que passou a desempenhar em paralelo às funções de sargento-mor.